# Ao Ashi
Ao Ashi (アオアシ, Aoashi) est un manga écrit et dessiné par Yûgo Kobayashi, prépublié entre janvier 2015 et juin 2025 dans le Big Comic Spirits et compilé en volumes reliés par Shogakukan. La version française est publiée par Mangetsu depuis le 26 mai 2021.
Une adaptation en une série télévisée d'animation produite par le studio Production I.G est diffusée entre le 9 avril et le 24 septembre 2022.

## Synopsis
Ao Ashi raconte l'histoire du jeune Ashito Aoi en troisième année au collège de la ville d'Ehime et de sa rencontre avec l'entraîneur de football Tatsuya Fukuda. Ashito, bien qu'étant talentueux, est un garçon difficile, mais Fukuda croit en lui et l'invite à intégrer sa propre équipe.
Ce garçon pourrait bien changer la face du football japonais.

## Personnages
Aoi Ashito (青井葦人, Aoi Ashito)
Voix japonaise : Kōki Ohsuzu
Eisaku Ôtomo (大友 栄作, Ōtomo Eisaku)
Voix japonaise : Tatsumaru Tachibana
Sôichirô Tachibana (橘 総一朗, Tachibana Sōichirō)
Voix japonaise : Seiichirō Yamashita (en)
Tatsuya Fukuda (福田達也, Tatsuya Fukuda)
Voix japonaise : Chikahiro Kobayashi (en)
Keiji Togashi (冨樫 慶司, Togashi Keiji)
Voix japonaise : Taku Yashiro (en)
Kanpei Kuroda (黒田 勘平, Kuroda Kanpei)
Voix japonaise : Shun Horie (en)
Jun Marchs Asari (朝利 マーチス 淳, Asari Māchisu Jun)
Voix japonaise : Wataru Katō
Yûma Motoki (本木 遊馬, Motoki Yūma)
Voix japonaise : Junya Enoki
Ryûichi Takeshima (竹島 龍一, Takeshima Ryūichi)
Voix japonaise : Kentarō Kumagai (en)
Hana Ichijô (一条 花, Ichijō Hana)
Voix japonaise : Maki Kawase (en)
Nozomi Date (伊達 望, Date Nozomi)
Voix japonaise : Hiroki Yasumoto
Anri Kaidô (海堂 杏里, Kaidō Anri)
Voix japonaise : Reina Ueda
Taira Nakamura (中村 平, Nakamura Taira)
Voix japonaise : Kensho Ono (en)
Yôichi Kiriki (桐木 曜一, Kiriki Yōichi)
Voix japonaise : Kōki Uchiyama
Eita Takasugi (高杉 榮太, Takasugi Eita)
Voix japonaise : Makoto Furukawa (en)
Kenta Yoshitsune (義経 健太, Yoshitsune Kenta)
Voix japonaise : Kazuyuki Okitsu
Aoi Kaneko (金子 葵, Kaneko Aoi)
Voix japonaise : Mikako Komatsu
Noriko Aoi (青井 紀子, Aoi Noriko)
Voix japonaise : Mie Sonozaki (en)
Shun Aoi (青井 瞬, Aoi Shun)
Voix japonaise : Yoshiki Nakajima (en)

## Productions et supports

### Manga
Le manga est prépublié du 5 janvier 2015 au 23 juin 2025 dans le magazine Big Comic Spirits de l'éditeur Shogakukan, et comporte un total de 40 tomes. La version française est publiée par Mangetsu depuis le 26 mai 2021.
Une série dérivée, du même auteur, nommée Ao Ashi Brother Foot (アオアシ ブラザーフット) a été prépubliée du 12 juillet au 30 août 2021 dans le Big Comic Spirits,,.

#### Liste des volumes

##### Ao Ashi

###### Volumes 1 à 10
| no | Japonais        | Japonais          | Français           | Français          |
| no | Date de sortie  | ISBN              | Date de sortie     | ISBN              |
| --- | --------------- | ----------------- | ------------------ | ----------------- |
| 1 | 30 avril 2015   | 978-4-0918-6892-3 | 26 mai 2021        | 978-2-38281-046-0 |
| Liste des chapitres : - Chapitre 1 : Premier contact (ファーストタッチ, Fāsuto Tatchi) - Chapitre 2 : Tokyo City Esperion (東京シティエスペリオン, Tōkyō Shiti Esuperion) - Chapitre 3 : Une précieuse étincelle (不可欠な光, Fukaketsuna Hikari) - Chapitre 4 : Capacité de réflexion (思考力, Shikō-ryoku) - Chapitre 5 : Flash (一閃, Issen) - Chapitre 6 : Roseau pensant (考える葦, Kangaeru Ashi) - Chapitre 7 : Rassemblons-nous (会合する, Kaigō Suru) |                 |                   |                    |                   |
| Doté d'un tempérament de feu, le jeune Ashito Aoi aime le football plus que quiconque. Son rêve : devenir joueur professionnel ! Mais ses dons ne lui évitent pas une terrible déconvenue lors d'un match de coupe intercollèges. C'est à ce moment précis qu'un mystérieux inconnu l'interpelle, et lui propose de prendre son avenir en mains. Le destin du garçon qui s'apprête à révolutionner les sommets du football japonais opère alors un tournant décisif ! |                 |                   |                    |                   |
| 2 | 30 juillet 2015 | 978-4-0918-7144-2 | 26 mai 2021        | 978-2-38281-041-5 |
| Liste des chapitres : - Chapitre 8 : Défi (挑戦, Chōsen) - Chapitre 9 : Début de l'ultime épreuve (最終試験開始, Saishū Shiken Kaishi) - Chapitre 10 : Atout (本領, Honryō) - Chapitre 11 : Akutsu (阿久津, Akutsu) - Chapitre 12 : Handicap (劣勢, Ressei) - Chapitre 13 : Annonce aux candidats (受験生に告ぐ, Jukensei ni Tsugu) - Chapitre 14 : Sous un regard glacial (冷たい目, Tsumetai me) - Chapitre 15 : Je donne tout (がんばってる, Ganbatteru) - Chapitre 16 : Crow (CROW) - Chapitre 17 : Clock Strikes (CLOCK STRIKES) - Chapitre 18 : Synthèses (総括, Sōkatsu) |                 |                   |                    |                   |
| Le jeune footballeur Ashito Aoi recèle un potentiel infini. Sur l’invitation de Tatsuya Fukuda, l’entraîneur U18 du Tokyo City Esperion, il se rend aux tests de détection du club de J-League et se qualifie en beauté pour la toute dernière épreuve, mais celle- ci dépasse tout ce qu’il avait pu imaginer. Ashito et ses partenaires d’un jour vont devoir affronter la section U18 qu’ils rêvent de rejoindre, sans préparation ni la moindre entente préalable. |                 |                   |                    |                   |
| 3 | 30 octobre 2015 | 978-4-09-187307-1 | 7 juillet 2021     | 978-2-38281-163-4 |
| Liste des chapitres : - Chapitre 19 : Le résultat (合否, Gouhi) - Chapitre 20 : Un paysage teinté d'orange (1) (オレンジ色の景色前編, Orenji-iro no Keshiki Zenpen) - Chapitre 21 : Un paysage teinté d'orange (2) (オレンジ色の景色中編, Orenji-iro no Keshiki Chūhen) - Chapitre 22 : Un paysage teinté d'orange (3) (オレンジ色の景色後編, Orenji-iro no Keshiki Kōhen) - Chapitre 23 : Le privilège de la J-Youth (Jユースの特権, Yūsu no Tokken) - Chapitre 24 : Retrouvailles (再会, Saikai) - Chapitre 25 : Les promus (昇格生, Shōkaku-sei) - Chapitre 26 : Le joueur repéré (スカウト生, Sukauto-sei) - Chapitre 27 : Hana Ichijô (1) (一条花1, Ichijo Hana 1) - Chapitre 28 : Hana Ichijô (2) (一条花2, Ichijo Hana 2)                                                                            |                 |                   |                    |                   |
| Ashito Aoi est revenu chez lui, à Ehime, après la détection du Tokyo City Esperion. Alors que le verdict tarde à se faire connaître, Noriko, sa mère qui l’a élevé seule, adopte une attitude inhabituelle... Ashito a-t-il réussi les tests ? Qu’a donc sa mère sur le cœur ? Quelle surprise lui a-t-elle préparée ? Le destin du jeune garçon va être bouleversé à tout jamais. |                 |                   |                    |                   |
| 4 | 29 janvier 2016 | 978-4-09-187433-7 | 1er septembre 2021 | 978-2-38281-057-6 |
| Liste des chapitres : - Chapitre 29 : Première campagne en U18 (ユース初陣, Yūsu Uijin) - Chapitre 30 : Walk (WALK) - Chapitre 31 : Provocation (挑発, Chōhatsu) - Chapitre 32 : Le vide (真っ白, Masshiro) - Chapitre 33 : Sur la touche (無視, Mushi) - Chapitre 34 : Ennemi juré (天敵, Tenteki) - Chapitre 35 : Les souvenirs de Hana (花の追爐, Hana no Tsui Iro) - Chapitre 36 : Appel nocturne (夜練, Yoru Neri) - Chapitre 37 : Le colocataire (同室の男, Dōshitsu no Otoko) - Chapitre 38 : Une spartiate avec une banane (スパルタリーゼント, Suparuta Rīzento) - Chapitre 39 : Un football qui s'enrichit (広がるサシ力一, Hirogaru Sashi Rikiichi) |                 |                   |                    |                   |
| À l'issue des détections, Ashito Aoi a intégré les U18 d'un grand club professionnel, le Tokyo City Esperion. Pour leur tout premier entraînement, les nouvelles recrues vont devoir s'affronter lors d'un match et faire, sous pression, la démonstration de leur talent. Tiraillé entre sa motivation sans faille et la prise de conscience de ses lacunes footballistiques, Ashito n'a pas une minute à perdre : il lui faut se mettre au diapason de son nouvel environnement. |                 |                   |                    |                   |
| 5 | 20 février 2016 | 978-4-06-321081-1 | 3 novembre 2021    | 978-2-38281-011-8 |
| Liste des chapitres : - Chapitre 40 : A(1) (A1) - Chapitre 41 : A(2) (A2) - Chapitre 42 : A(3) (A3) - Chapitre 43 : Comment passer son jour de repos (1) (休日のすごしかた1, Kyūjitsu no Sugoshi Kata 1) - Chapitre 44 : Comment passer son jour de repos (2) (休日のすごしかた2, Kyūjitsu no Sugoshi Kata 2) - Chapitre 45 : La rentrée scolaire (入学式当日の風景, Nyūgakushiki Tōjitsu no Fūkei) - Chapitre 46 : Non négociable (譲れないこと, Yuzurenai Koto) - Chapitre 47 : Ligue de Tokyo, première journée - TCE vs Seikyô (東京都リーグ第1節成京高校戦, Tōkyōto Rīgu Dai 1-setsu Narikyō Kōkō-sen) - Chapitre 48 : Mi-temps - Réunion d'urgence (HT +緊急ミーティング, HT + kinkyū Mītingu) - Chapitre 49 : Une vague de pensées (思考の波, Shikō no Nami) - Chapitre 50 : Eye to eye (EYE TO EYE) |                 |                   |                    |                   |
| Après un premier entraînement très difficile avec les U18 du Tokyo City Esperion, Ashito doit vite comprendre ce qu’il manque à son jeu s'il veut un jour accomplir son rêve et devenir professionnel. C’est au contact de l’équipe A que le jeune natif d’Ehime va débuter une progression fulgurante et affiner sa qualité première : la vision de jeu. Écrit et dessiné par Yûgo Kobayashi et édité depuis 2015 par Shogakukan au Japon, Ao Ashi a remporté la 65e édition des Manga Awards en 2019, une des récompenses les plus prestigieuses du monde de la bande dessinée dans l’archipel. |                 |                   |                    |                   |
| 6 | 29 juillet 2016 | 978-4-09-187716-1 | 5 janvier 2022     | 978-2-38281-044-6 |
| Liste des chapitres : - Chapitre 51 : (3) - Chapitre 52 : 答え合わせ (Kotae-awase) - Chapitre 53 : (EAGLE EYE1) - Chapitre 54 : (EAGLE EYE2) - Chapitre 55 : (EAGLE EYE3) - Chapitre 56 : 祝勝の夜 (Shukushō no Yoru) - Chapitre 57 : 最高傑作 (Saikō Kessaku) - Chapitre 58 : 羨望の対象 (Senbō no Taishō) - Chapitre 59 : 東京都リーグ第2節久留米第一高校戦 (Tōkyōto Rīgu Dai 2-setsu Kurume Dai Ichi Kōkō-sen) - Chapitre 60 : 視線 (Shisen) - Chapitre 61 : 転 (Ten) |                 |                   |                    |                   |
| 7 | 28 octobre 2016 | 978-4-09-187897-7 | 2 mars 2022        | 978-2-38281-007-1 |
| Liste des chapitres : - Chapitre 62 : PIECE（ ピース） (PIECE (Pīsu)) - Chapitre 63 : 指揮者達の思惑 (Shiki-sha-tachi no Omowaku) - Chapitre 64 : たかがサッカー (Takaga Sakkā) - Chapitre 65 : 帰寮 (Ki Ryō) - Chapitre 66 : 見渡せる (Miwataseru) - Chapitre 67 : 不自由 (Fujiyū) - Chapitre 68 : いるべき場所 (Irubeki Basho) - Chapitre 69 : 自覚 (Jikaku) - Chapitre 70 : (Please tell me) - Chapitre 71 : 首 (Kubi) - Chapitre 72 : 蟻 (Ari) |                 |                   |                    |                   |
| 8 | 30 janvier 2017 | 978-4-09-189337-6 | 6 avril 2022       | 978-2-38281-034-7 |
| Liste des chapitres : - Chapitre 73 : お前みたいに (Omae Mitai ni) - Chapitre 74 : 三鷹駅北口にて1 (Mitaka-eki Kitaguchi Nite 1) - Chapitre 75 : 三鷹駅北口にて2 (Mitaka-eki Kitaguchi Nite 2) - Chapitre 76 : 嬉しい (Ureshī) - Chapitre 77 : 東京都リーグ第7節多摩体育大学付属高校戦 (Tōkyōto Rīgu Dai 7-setsu Tama Taiiku Daigaku Fuzoku Kōkō-sen) - Chapitre 78 : 二つのコーチング (Futatsu no Kōchingu) - Chapitre 79 : 超級 (Chō-kyū) - Chapitre 80 : 選択 (Sentaku) - Chapitre 81 : (Wind of Change) - Chapitre 82 : お前がいたとこ (Omaega Ita Toko) - Chapitre 83 : 浮かない顔 (Ukanaikao) |                 |                   |                    |                   |
| 9 | 28 avril 2017   | 978-4-09-189487-8 | 4 mai 2022         | 978-2-38281-119-1 |
| Liste des chapitres : - Chapitre 84 : 佐竹監督 (Satake Kantoku) - Chapitre 85 : 俺達にないもの (Oretachi ni nai Mono) - Chapitre 86 : このチームで一番 (Kono Chīmu de Ichiban) - Chapitre 87 : 因縁の炎 (In'nen no Honō) - Chapitre 88 : ベストメンバー (Besuto Menbā) - Chapitre 89 : 3年平刖1 (3-nen Hira 1) - Chapitre 90 : 3年平刖2 (3-nen Hira 2) - Chapitre 91 : 3年平刖1 (3-nen Hira 3) - Chapitre 92 : 本当に弱い奴は (Hontōni Yowai Yatsu wa) - Chapitre 93 : 10分だけいなくなる (10-bu Dake Inaku Naru) - Chapitre 94 : 東京都リーグ第8節東京武蔵野蹴球団ユース戦 (Tōkyōto Rīgu Dai 8-setsu Tōkyō Musashino Shūkyū-dan Yūsu-sen) |                 |                   |                    |                   |
| 10 | 27 juillet 2017 | 978-4-09-189605-6 | 6 juillet 2022     | 978-2-38281-129-0 |
| Liste des chapitres : - Chapitre 95 : ダイレクト•サッカー (Dairekuto sakkā) - Chapitre 96 : 修正 (Shūsei) - Chapitre 97 : 哲の統率 (Tetsu no tōsotsu) - Chapitre 98 : (Marking Time) - Chapitre 99 : 意思を統べる者 (Ishi o suberu mono) - Chapitre 100 : (Over The Top) - Chapitre 101 : サムズ・アップ (Samuzuappu) - Chapitre 102 : (RED HOT BLOOD) - Chapitre 103 : ハイ・ラインの網 (Hai・rain no ami) - Chapitre 104 : 修羅の如く (Shura no gotoku) |                 |                   |                    |                   |

###### Volumes 11 à 20
| no | Japonais         | Japonais          | Français         | Français          |
| no | Date de sortie   | ISBN              | Date de sortie   | ISBN              |
| --- | ---------------- | ----------------- | ---------------- | ----------------- |
| 11 | 30 octobre 2017  | 978-4-09-189721-3 | 7 septembre 2022 | 978-2-38281-031-6 |
| Liste des chapitres : - Chapitre 105 : この２人でなければ (Kono ni nin denakereba) - Chapitre 106 : お前のチーム (Omae no chīmu) - Chapitre 107 : 頑張れ負けるな力のかぎり (Ganbare makeru na chikara no kagiri) - Chapitre 108 : 冨樫VS金田 (Togashi VS Kaneda) - Chapitre 109 : (The Wall) - Chapitre 110 : (SKY HIGH) - Chapitre 111 : ダイアゴナル・ラン (Daiagonaru ran) - Chapitre 112 : 自覚 (Jikaku) - Chapitre 113 : カンプ・ノウの記憶 (Kanpunō no kioku) - Chapitre 114 : 大勢 (Ōzei) - Chapitre 115 : ここから (Koko kara) |                  |                   |                  |                   |
| 12 | 23 février 2018  | 978-4-09-189796-1 | 2 novembre 2022  | 978-2-38281-054-5 |
| Liste des chapitres : - Chapitre 116 : 礼 (Rei) - Chapitre 117 : (Rain) - Chapitre 118 : Aの会合 (A no kaigō) - Chapitre 119 : スタート・ライン (Sutāto rain) - Chapitre 120 : オシム式 (Oshimu shiki) - Chapitre 121 : 洗礼 (Senrei) - Chapitre 122 : 日の丸食堂にて① (Hinomaru shokudō nite①) - Chapitre 123 : 日の丸食堂にて② (Hinomaru shokudō nite②) - Chapitre 124 : 追いつかない (Oitsukanai) - Chapitre 125 : 考える葦② (Kangaeru Ashi②) |                  |                   |                  |                   |
| 13 | 30 mai 2018      | 978-4-09-189878-4 | 7 décembre 2022  | 978-2-38281-164-1 |
| Liste des chapitres : - Chapitre 126 : プレミアリーグ第７節柏大商業高校戦 (Puremia ri-gu dai nana setsu Kashiwa dai shōgyō kōkōsen) - Chapitre 127 : 圧をいなす (Atsu o inasu) - Chapitre 128 : 交代枠 (Kōtai waku) - Chapitre 129 : 有言実行 (Yūgenjikkō) - Chapitre 130 : ２１人の精鋭、一人の兵卒 (21-nin no seiei, ichi nin no heisotsu) - Chapitre 131 : 要 (Kaname) - Chapitre 132 : 新たなる感覚 (Aratanaru kankaku) - Chapitre 133 : (Ｌ) - Chapitre 134 : 悪魔的な、あまりに悪魔的な (Akumateki na, amarini akumateki na) - Chapitre 135 : 考える事を、諦めない (Kangaeru koto o, akiramenai) - Chapitre 136 : もう一人 (Mōhitori) |                  |                   |                  |                   |
| 14 | 30 août 2018     | 978-4-09-860062-5 | 4 janvier 2023   | 978-2-38281-062-0 |
| Liste des chapitres : - Chapitre 137 : 痛感 (Tsūkan) - Chapitre 138 : 会いたい気持ち (Aitai kimochi) - Chapitre 139 : 最大の条件 (Saidai no jōken) - Chapitre 140 : 教えてくれ (Oshietekure) - Chapitre 141 : 異色の面々 (Ishoku no menmen) - Chapitre 142 : ロープ (Roopu) - Chapitre 143 : 清流と淀み (Seiryū to yodomi) - Chapitre 144 : (Practice Hard) - Chapitre 145 : ノート (Nōto) - Chapitre 146 : 高みを目指す (Takami o mezasu) - Chapitre 147 : 三強 (San kyō) |                  |                   |                  |                   |
| 15 | 30 novembre 2018 | 978-4-09-860133-2 | 1er mars 2023    | 978-2-38281-100-9 |
| Liste des chapitres : - Chapitre 148 : 代表選かぶり (Daihyōsen kaburi) - Chapitre 149 : 様変わる陣容 (Sama kawaru jin'yō) - Chapitre 150 : なんで今 (Nande ima) - Chapitre 151 : マルチサイト (Maruchi saito) - Chapitre 152 : 意気込み (Ikigomi) - Chapitre 153 : プレミアリーグ第１３節東京ＶＡＮＳユース戦 (Puremia rigū-dai jū-san setsu Tōkyō VANS yūsu-sen) - Chapitre 154 : とてもセーフティー (Totemo Sēfutī) - Chapitre 155 : 縦を見る (Tate o miru) - Chapitre 156 : 攻撃の起点 (Kōgeki no kiten) - Chapitre 157 : 切り捨てる (Kirisuteru) - Chapitre 158 : 瓦解 (Gakai)                                                          |                  |                   |                  |                   |
| Ashito et ses coéquipiers s'entraînent de nuit, en présence du coach Fukuda, pour ne plus être largués en équipe A. Deux mois plus tard, en septembre, quatre des meilleurs éléments de l'équipe U18 s'absentent en raison d'un match à l'étranger. C'est l'occasion pour Ashito de faire ses preuves en défense parmi l'élite, tandis que le rôle de meneur de jeu est attribué à un joueur inattendu ! |                  |                   |                  |                   |
| 16 | 29 mars 2019     | 978-4-09-860244-5 | 3 mai 2023       | 978-2-38281-272-3 |
| Liste des chapitres : - Chapitre 159 : これがプレミアリーグ (Kore ga puremia rīgu) - Chapitre 160 : 驚くべき指摘 (Odorokubeki shiteki) - Chapitre 161 : ボール保持率０％ (Bōru hojiritsu ZERO pāsento) - Chapitre 162 : (Running to the Next Stage) - Chapitre 163 : 新しい地図 (Atarashī chizu) - Chapitre 164 : エゴイストの行方 (Egoisuto no yukue) - Chapitre 165 : 望の進言 (Bō no shingen) - Chapitre 166 : (Let It All) - Chapitre 167 : フィールドを、見渡す事 (Fīrudo o, miwatasu koto) - Chapitre 168 : (Rotator) - Chapitre 169 : コンプリートの予感 (Konpurīto no yokan)                                                        |                  |                   |                  |                   |
| 17 | 28 juin 2019     | 978-4-09-860316-9 | 5 juillet 2023   | 978-2-38281-216-7 |
| Liste des chapitres : - Chapitre 170 : 一方、チェコの空 (Ippō, Cheko no sora) - Chapitre 171 : 黒い炎 (kuroi honoo) - Chapitre 172 : 焔はプラハに消ゆ (Homura wa Puraha ni shō yu) - Chapitre 173 : エスぺリオンの流儀 (Esuperion no ryūgi) - Chapitre 174 : 新生エスぺリオン (Shinsei Esuperion) - Chapitre 175 : 心が折れた (Kokoro ga oreta) - Chapitre 176 : 友がために、我がために (Tomo ga tame ni, waga tameni) - Chapitre 177 : 福田と紀子 (Fukuda to Noriko) - Chapitre 178 : 最高の感覚 (Saikō no kankaku) - Chapitre 179 : 全て、静か (Subete, shizuka)                                                                          |                  |                   |                  |                   |
| 18 | 30 octobre 2019  | 978-4-09-860404-3 | 6 septembre 2023 | 978-2-38281-777-3 |
| Liste des chapitres : - Chapitre 180 : プレミアリーグ第８節 船橋学院高校戦 (Puremia rīgu dai hachi setsu Funabashi gakuin kōkōsen) - Chapitre 181 : 猛攻船橋 (Mōkō funabashi) - Chapitre 182 : 重戦車とプロペラ機 (Jū sensha to puroperaki) - Chapitre 183 : ５年越しの攻撃形 (Go nengoshi no kōgekigata) - Chapitre 184 : 高杉、執念の結束 (Takasugi, shūnen no kessoku) - Chapitre 185 : (５LANE ATTACK) - Chapitre 186 : アシトと５レーン (Ashito to 5 rēn) - Chapitre 187 : 水を得た魚 (Mizu o eta sakana) - Chapitre 188 : (10seconds seared into my brain) - Chapitre 189 : 分岐点 (Bunkiten)                                         |                  |                   |                  |                   |
| 19 | 30 janvier 2020  | 978-4-09-860465-4 | 8 novembre 2023  | 978-2-38281-344-7 |
| Liste des chapitres : - Chapitre 190 : 笑う理由 (Warau riyū) - Chapitre 191 : アシト自問す (Ashito jimonsu) - Chapitre 192 : ここで、スルー (Kokode, surū) - Chapitre 193 : 素晴らしい (Subarashī) - Chapitre 194 : トリポネ・ルフィン① (Toripone rufin①) - Chapitre 195 : トリポネ・ルフィン② (Toripone rufin②) - Chapitre 196 : トリポネ・ルフィン③ (Toripone rufin③) - Chapitre 197 : 素晴らしい (Subarashī) - Chapitre 198 : 赤く染まる (Akaku somaru) - Chapitre 199 : 狂気残りし (Kyōki nokori shi) |                  |                   |                  |                   |
| 20 | 27 avril 2020    | 978-4-09-860596-5 | 10 janvier 2024  | 978-2-38281-971-5 |
| Liste des chapitres : - Chapitre 200 : (THE LAST BALK) - Chapitre 201 : ３人 (San'nin) - Chapitre 202 : 各々に衝撃を (Onoono ni shōgeki o) - Chapitre 203 : 最後の頼み (Saigo no tanomi) - Chapitre 204 : 福田と紀子、再び (Fukuda to Noriko, futatabi) - Chapitre 205 : (ＲＯＡＤ) - Chapitre 206 : サッカーを、愛する事 (Sakkā o, aisuru koto) - Chapitre 207 : １１月の雪 (Jū-ichi gatsu no yuki) - Chapitre 208 : 雪の軍団 (Yuki no gundan) - Chapitre 209 : 議論の余地もなく (Giron no yochi mo naku) - Chapitre 210 : 育成時代の象徴となる (Ikusei jidai no shōchō to naru)                                                           |                  |                   |                  |                   |

###### Volumes 21 à 30
| no | Japonais         | Japonais          | Français          | Français          |
| no | Date de sortie   | ISBN              | Date de sortie    | ISBN              |
| --- | ---------------- | ----------------- | ----------------- | ----------------- |
| 21 | 30 juillet 2020  | 978-4-09-860679-5 | 20 mars 2024      | 978-2-38281-781-0 |
| Liste des chapitres : - Chapitre 211 : 2ヶ月後のエスエリオン (2 kagetsugo no Esuperion) - Chapitre 212 : アシトの状況 (Ashito no jōkyō) - Chapitre 213 : 抜き打ちメディカルチェック (Nukuichi medikaru chekku) - Chapitre 214 : 二人の授業 (Futari no jugyō) - Chapitre 215 : Jユースカップ準々決勝 (J-yūsu kappu junjun kesshō) - Chapitre 216 : 何も得られない負け (Nani mo erarenai make) - Chapitre 217 : また巡り会う (Mata meguriau) - Chapitre 218 : 理解者 (Rikai mono) - Chapitre 219 : 天才の条件 (Tensai no jōken) - Chapitre 220 : ごみの中」 (Gomi no naka) - Chapitre 221 : 賭けと鍵 (Kake to kagi) |                  |                   |                   |                   |
| 22 | 30 octobre 2020  | 978-4-09-860753-2 | 15 mai 2024       | 978-2-38281-492-5 |
| Liste des chapitres : - Chapitre 222 : 視線 (Shisen) - Chapitre 223 : 沼のような (Numa no Yōna) - Chapitre 224 : ワトフォード・プラン (Watofōdo puran) - Chapitre 225 : (By The Way) - Chapitre 226 : 器用なり青森 (Kiyō nari Aomori) - Chapitre 227 : 今この時、次はない (Ima kono toki, tsugi wa nai) - Chapitre 228 : レンとアシトの差分 (Ren to Ashito no sabun) - Chapitre 229 : 挑むべき11人 (Idomu beki jū-ichi nin) - Chapitre 230 : 福田、問う (Fukuda, tō) - Chapitre 231 : 持ちつ持たれつ (Mochi tsu motare tsu)                                                                                       |                  |                   |                   |                   |
| 23 | 26 février 2021  | 978-4-09-860855-3 | 10 juillet 2024   | 978-2-38281-525-0 |
| Liste des chapitres : - Chapitre 232 : 90分ののちに (Kyūjū-fun no nochini) - Chapitre 233 : プレミアリーグ最終戦 青森星蘭高校戦 (Puremia rīgu saishū-sen Aomori sei ran kōkō-sen) - Chapitre 234 : あの日の記憶 (ano hi no kioku) - Chapitre 235 : 躍動する右 (Yakudōsuru migi) - Chapitre 236 : 削がれる左 (Sogareru hidari) - Chapitre 237 : (No Risk High Return) - Chapitre 238 : 視線の先の攻防 (Shisen no saki no kōbō) - Chapitre 239 : 誰が? (Dare ga?) - Chapitre 240 : 11人目のフィールドプレイヤー (Jū ichi no Fīrudo pureiyā) - Chapitre 241 : 過去にこそ有る活路 (Kako ni koso aru katsuro)          |                  |                   |                   |                   |
| 24 | 28 mai 2021      | 978-4-09-861047-1 | 11 septembre 2024 | 978-2-38281-900-5 |
| Liste des chapitres : - Chapitre 242 : そして混沌へ (Soshite konton e) - Chapitre 243 : アドリブ大合戦 (Adoribu dai kassen) - Chapitre 244 : 視野の出番 (Shiya no deban) - Chapitre 245 : 混沌をコントロールする男 (Konton o kontorōru suru otoko) - Chapitre 246 : 本当の使い方 (Hontō no tsukaikata) - Chapitre 247 : 最後の晩餐 (Saigo no bansan) - Chapitre 248 : アディショナルタイムの攻防 (Adishonaru taimu no kōbō) - Chapitre 249 : 見てくれている (Mite kurete iru) - Chapitre 250 : 橘一閃 (Tachibana issen) - Chapitre 251 : 肩を並べに (Kata o narabe ni)                                            |                  |                   |                   |                   |
| 25 | 30 août 2021     | 978-4-09-861126-3 | 13 novembre 2024  | 978-2-38281-758-2 |
| Liste des chapitres : - Chapitre 252 : スカウティングの先 (Sukautingu no saki) - Chapitre 253 : ドンピシャ (Donpisha) - Chapitre 254 : (OK) - Chapitre 255 : 後半開始 (Kōhan kaishi) - Chapitre 256 : わかり合えないところから (Wakari aenai tokoro kara) - Chapitre 257 : シムラ舞う！ (Shimura mau!) - Chapitre 258 : 大いなる一手 (Ooinaru hitote) - Chapitre 259 : あの方を変えたのは (Ano kata o kaeta no wa) - Chapitre 260 : エスペリオン、血の共有 (Esuperion, chi no kyōyū) - Chapitre 261 : 俺は (Ore wa)                                                                                               |                  |                   |                   |                   |
| 26 | 12 novembre 2021 | 978-4-09-861179-9 | 15 janvier 2025   | 978-2-38281-876-3 |
| Liste des chapitres : - Chapitre 262 : 止まらない足 (Tomaranai ashi) - Chapitre 263 : 大車輪アシト (Daisharin ashito) - Chapitre 264 : この手の中に (Kono te no naka ni) - Chapitre 265 : そのまま行け (Sonomama ike) - Chapitre 266 : 静かなる逆襲 (Shizukanaru gyakushū) - Chapitre 267 : 悪魔出現 (Akuma shutsugen) - Chapitre 268 : (N-BOX) - Chapitre 269 : 変わりたい (Kawaritai) - Chapitre 270 : アシト、放心 (Ashito, hōshin) - Chapitre 271 : (The Hellion-Electric Eye) |                  |                   |                   |                   |
| 27 | 28 février 2022  | 978-4-09-861251-2 | 5 mars 2025       | 978-2-38281-231-0 |
| Liste des chapitres : - Chapitre 272 : 心中する (Shinjū suru) - Chapitre 273 : この、１年 (Kono, 1-nen) - Chapitre 274 : サイドバックの英雄 (Saidobakku no eiyū) - Chapitre 275 : (Crow Talk) - Chapitre 276 : 阿久津 渚という男 前編 (Akutsu Nagisa to iu otoko zenpen) - Chapitre 277 : 阿久津 渚という男 後編 (Akutsu Nagisa to iu otoko kōhen) - Chapitre 278 : そのスパイク (Sono supaiku) - Chapitre 279 : 死闘決着 (Shitō kecchaku) - Chapitre 280 : JユースVS高校編 (J-yūsu VS kōkō-hen) - Chapitre 281 : ガルージャ (Garūja)                                                                             |                  |                   |                   |                   |
| 28 | 30 mai 2022      | 978-4-09-861336-6 | 21 mai 2025       | 978-2-38281-591-5 |
| 29 | 30 août 2022     | 978-4-09-861394-6 | 2 juillet 2025    | 978-2-38281-862-6 |
| 30 | 10 novembre 2022 | 978-4-09-861468-4 | 17 septembre 2025 | 978-2-38281-605-9 |

###### Volumes 31 à 40
| no | Japonais          | Japonais          | Français       | Français |
| no | Date de sortie    | ISBN              | Date de sortie | ISBN     |
| -- | ----------------- | ----------------- | -------------- | -------- |
| 31 | 28 février 2023   | 978-4-09-861585-8 |                |          |
| 32 | 30 mai 2023       | 978-4-09-861705-0 |                |          |
| 33 | 28 septembre 2023 | 978-4-09-862518-5 |                |          |
| 34 | 27 décembre 2023  | 978-4-09-862618-2 |                |          |
| 35 | 29 mars 2024      | 978-4-09-862689-2 |                |          |
| 36 | 28 juin 2024      | 978-4-09-862776-9 |                |          |
| 37 | 30 septembre 2024 | 978-4-09-863033-2 |                |          |
| 38 | 26 décembre 2024  | 978-4-09-863085-1 |                |          |
| 39 | 30 avril 2025     | 978-4-09-863409-5 |                |          |
| 40 |                   |                   |                |          |

##### Ao Ashi Brother Foot
| no | Japonais       | Japonais          | Français        | Français          |
| no | Date de sortie | ISBN              | Date de sortie  | ISBN              |
| -- | -------------- | ----------------- | --------------- | ----------------- |
| 1  | 30 août 2021   | 978-4-09-861163-8 | 10 juillet 2024 | 978-2-38281-602-8 |

### Anime
Le 28 mai 2021, une adaptation en série télévisée d'animation est annoncée. La série est animée par le studio Production I.G et réalisée par Akira Satō avec Masahiro Yokotani en tant que scénariste, Manabu Nakatake, Toshie Kawamura, Asuka Yamaguchi et Saki Hasegawa s'occupant du design des personnages et Masaru Yokoyama composant la musique de la série. La série est diffusée entre le 9 avril et le 24 septembre 2022 sur NHK Educational TV. Crunchyroll possède les droits de diffusion en simulcast de la série dans les pays francophones.
Le groupe Alexandros interprète le premier opening de la série intitulé Mushin Hakusū, tandis que Rinne interprète son premier ending intitulé Blue Diary. Le second opening de la série intitulé Presence est interprété par le groupe Superfly (en), tandis que son second ending intitulé Color Lily no Koibumi est interprété par Kami wa Saikoro wo Furanai.

#### Liste des épisodes
| No                                      | Titre français                                                              | Titre japonais                             | Titre japonais                                                  | Date de 1re diffusion |
| No                                      | Titre français                                                              | Kanji                                      | Rōmaji                                                          | Date de 1re diffusion |
| --------------------------------------- | --------------------------------------------------------------------------- | ------------------------------------------ | --------------------------------------------------------------- | --------------------- |
| 1                                       | First Touch                                                                 | ファーストタッチ                           | Fāsuto tatchi                                                   | 9 avril 2022          |
| [Chapitres 1-2]                         |                                                                             |                                            |                                                                 |                       |
| 2                                       | Tokyo City Esperion                                                         | 東京シティ・エスペリオン                   | Tōkyō Shiti Esuperion                                           | 16 avril 2022         |
| [Chapitres 2-3-4-5-6]                   |                                                                             |                                            |                                                                 |                       |
| 3                                       | Coup d'envoi du test final                                                  | 最終試験開始                               | Saishū shiken kaishi                                            | 23 avril 2022         |
| [Chapitres 7-8-9-10-11-12-13]           |                                                                             |                                            |                                                                 |                       |
| 4                                       | Crow                                                                        | CROW                                       | CROW                                                            | 30 avril 2022         |
| [Chapitres 13-14-15-16-17-18-19]        |                                                                             |                                            |                                                                 |                       |
| 5                                       | Un paysage teinté d'orange                                                  | オレンジ色の景色                           | Orenji iro no keshiki                                           | 7 mai 2022            |
| [Chapitres 20-21-22]                    |                                                                             |                                            |                                                                 |                       |
| 6                                       | La première fan                                                             | 最初のファン                               | Saisho no fan                                                   | 14 mai 2022           |
| [Chapitres 23-24-25-26-27]              |                                                                             |                                            |                                                                 |                       |
| 7                                       | 1er match en U18                                                            | ユース初陣                                 | Yūsu uijin                                                      | 21 mai 2022           |
| [Chapitres 27-28-29-30-31-32-33]        |                                                                             |                                            |                                                                 |                       |
| 8                                       | Entraînement nocturne                                                       | 夜練                                       | Yoruren                                                         | 28 mai 2022           |
| [Chapitres 34-35-36-37]                 |                                                                             |                                            |                                                                 |                       |
| 9                                       | Un football qui s'enrichit                                                  | 広がるサッカー                             | Hirogaru sakkā                                                  | 4 juin 2022           |
| [Chapitres 38-39-40-41-42]              |                                                                             |                                            |                                                                 |                       |
| 10                                      | Non négociable                                                              | 譲れないこと                               | Yuzurenai koto                                                  | 11 juin 2022          |
| [Chapitres 43-44-45-46]                 |                                                                             |                                            |                                                                 |                       |
| 11                                      | Ligue de Tokyo, 1re journée, Esperion vs Seikyô                             | 東京都リーグ第1節 成京高校戦               | Tōkyō-to rīgu dai issetsu Seikyō Kōkō Sen                       | 18 juin 2022          |
| [Chapitres 47-48-49-50-51]              |                                                                             |                                            |                                                                 |                       |
| 12                                      | Eagle Eye                                                                   | Eagle Eye                                  | Eagle Eye                                                       | 25 juin 2022          |
| [Chapitres 52-53-54-55-56-57]           |                                                                             |                                            |                                                                 |                       |
| 13                                      | Tournant                                                                    | 転                                         | Ten                                                             | 2 juillet 2022        |
| [Chapitres 57-58-59-60-61]              |                                                                             |                                            |                                                                 |                       |
| 14                                      | Ça reste que du foot                                                        | たかがサッカー                             | Takaga Sakkā                                                    | 9 juillet 2022        |
| [Chapitres 62-63-64-65-66]              |                                                                             |                                            |                                                                 |                       |
| 15                                      | À ma place                                                                  | いるべき場所                               | Irubeki Basho                                                   | 16 juillet 2022       |
| [Chapitres 67-68-69-70]                 |                                                                             |                                            |                                                                 |                       |
| 16                                      | Comme toi                                                                   | お前みたいに                               | Omae Mitai ni                                                   | 23 juillet 2022       |
| [Chapitres 71-72-73-74]                 |                                                                             |                                            |                                                                 |                       |
| 17                                      | Ligue de Tokyo, 7e journée, Esperion vs Lycée universitaire sportif de Tama | 東京都リーグ第7節 多摩体育大学附属高校戦   | Tōkyō-to Rīgu Dai Nanasetsu Tama Taiiku Daigaku Fuzoku Kōkō Sen | 30 juillet 2022       |
| [Chapitres 75-76-77-78-79]              |                                                                             |                                            |                                                                 |                       |
| 18                                      | Wind of Change                                                              | Wind of Change                             | Wind of Change                                                  | 6 août 2022           |
| [Chapitres 80-81-82-83]                 |                                                                             |                                            |                                                                 |                       |
| 19                                      | Ce qui nous fait défaut                                                     | 俺達にないもの                             | Oretachi ni Nai Mono                                            | 20 août 2022          |
| [Chapitres 84-85-86-87-88-89]           |                                                                             |                                            |                                                                 |                       |
| 20                                      | Celui qui est vraiment faible                                               | 本当に弱い奴は                             | Hontō ni Yowai Yatsu wa                                         | 27 août 2022          |
| [Chapitres 90-91-92]                    |                                                                             |                                            |                                                                 |                       |
| 21                                      | Ligue de tokyo, 8e journée, Esperion vs Tokyo Musashino U18                 | 東京都リーグ第8節 東京武蔵野蹴球団ユース戦 | Tōkyōto rīgu dai 8-setsu Tōkyō Musashino shūkyū-dan yūsu-sen    | 3 septembre 2022      |
| [Chapitres 93-94-95-96-97-98]           |                                                                             |                                            |                                                                 |                       |
| 22                                      | Tel un démon                                                                | 修羅の如く                                 | Shura no Gotoku                                                 | 10 septembre 2022     |
| [Chapitres 99-100-101-102-103-104]      |                                                                             |                                            |                                                                 |                       |
| 23                                      | Bonne chance. Ne perds pas. Donne tout ce que tu as.                        | 頑張れ負けるな力のかぎり                   | Ganbare Makeru na Chikara no Kagiri                             | 17 septembre 2022     |
| [Chapitres 105-106-107-108-109-110-111] |                                                                             |                                            |                                                                 |                       |
| 24                                      | Ça fait que commencer                                                       | ここから                                   | Koko kara                                                       | 24 septembre 2022     |
| [Chapitres 111-112-113-114-115-116-117] |                                                                             |                                            |                                                                 |                       |

## Réception
En février 2022, le manga comptait plus de 10 millions d'exemplaires en circulation, y compris les versions numériques. En juin 2022, le manga comptait plus de 12 millions d'exemplaires en circulation.
Le manga est nommé pour le prix Manga Taishō en 2017, et termine à la 4e place. En 2020, avec Kaguya-sama: Love is War, le manga a remporté le 65e Prix Shōgakukan dans la catégorie générale,,.